# Blue Stars St. Gallen
Blue Stars St. Gallen was een Zwitserse voetbalclub uit St. Gallen.
De club speelde voor het eerst in de hoogste klasse in het seizoen 1901/02 en bleef daar 6 seizoenen tot 1906/07. Tijdens de Eerste Wereldoorlog legde de club de boeken neer.
Blue Stars was net zoals FC St. Gallen voor de betere klasse van de bevolking, terwijl Brühl St. Gallen voor de gewone man was.